# 越南國會副主席
越南國會副主席是越南立法機構越南國會的副議長，為越南國會主席的副手。
越南國會副主席一職，於1946年至1960年期間被稱為國會常務委員會副委員長；於1960年至1981年期間被稱為國會常務委員會副主席；至1981年以後改稱今名。
現任的越南國會副主席共有6人，分別是阮克定、阮德海、陈光芳、阮氏清、黎明歡、武鸿清。